# تحرير

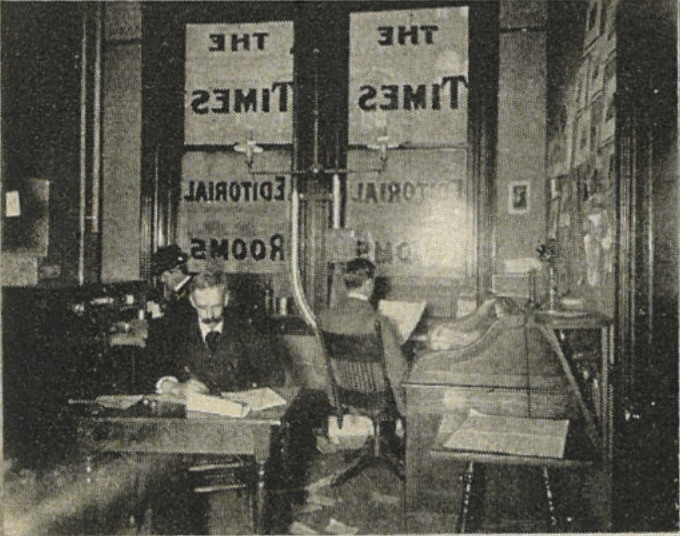
"مقر محرر الأخبار"، صورة من مجموعة مكونة من أربع صور في الكتيب الدعائي سياتل والشرق (Seattle and the Orient) (1900)، والتي تمت تسميتها معًا باسم "ذا سياتل ديلي تايمز - قسم التحرير"

التحرير هو عملية اختيار وإعداد الوسائط المكتوبة والمرئية والصوتية والفيلمية المستخدمة لنقل المعلومات. ويمكن أن تشتمل عملية التحرير على التصحيح والتكثيف والتنظيم وغير ذلك من التعديلات التي يتم إجراؤها بهدف إنتاج أعمال صحيحة ومتسقة ودقيقة ومتكاملة.
وغالبًا ما تبدأ عملية التحرير بفكرة الكاتب حول العمل ذاته، والتي تستمر في شكل تعاون بين الكاتب والمحرر أثناء إنتاج العمل. وبالتالي، يمكن أن يشتمل التحرير على مهارات إبداعية وعلاقات بشرية بالإضافة إلى مجموعة دقيقة من الأساليب.

## الوسائط المطبوعة
توجد مناصب تحريرية متعددة في مجال النشر. بشكل نموذجي، يمكن أن نرى مساعدي التحرير الذين يعملون تحت إمرة فريق عمل تحريري متقدم ومديرين يعملون تحت إمرة المحررين التنفيذيين الكبار. ويكون المحررون التنفيذيون الكبار مسئولين عن تطوير منتج من أجل إصداره النهائي. كلما صغر حجم المنشور، تداخلت هذه الأدوار.
يمكن أن يكون أكبر المحررين في العديد من المنشورات معروفًا باسم رئيس تحرير أو رئيس التحرير أو فقط المحرر بكل بساطة. ويمكن أن يحصل المشارك المتكرر أو صاحب المقام المرتفع في مجلة ما على لقب المحرر الشامل أو المحرر المساهم. وغالبًا ما يقوم محررو الأخبار من المستوى المتوسط بإدارة الأقسام أو المساعدة على إدارتها، مثل الأعمال التجارية والألعاب الرياضية والمقالات الخاصة. في الصحف الأمريكية، غالبًا ما يكون المستوى الأقل من أكبر المحررين هو مستوى المدير الإداري.
وفي مجال نشر الكتب، يمكن أن يقوم المحررون بتنظيم المختارات وغيرها من المجموعات الأخرى وإنتاج إصدارات نهائية من الأعمال الكلاسيكية للكاتب (المحرر العلمي) وتنظيم وإدارة المساهمات المتعلقة بكتاب متعدد المؤلفين (محرر الندوات أو محرر المجلدات). ويكون الحصول على المخططات أو تعيين الكتاب مسئولية محرر الاستحواز أو محرر التكليف في مركز النشر. ويعد العثور على أفكار يمكن تسويقها وتقديمها إلى المحررين المناسبين مسئولية المحررين الرعاة.
يقوم محرر الطباعة بتصحيح التهجئة وقواعد اللغة، ومطابقة الكتابات مع إرشادات التنسيق. وقد أدت التغييرات التي طرأت على مجال النشر منذ الثمانينيات من القرن العشرين إلى إسناد كل عمليات تحرير الطباعة تقريبًا الخاصة بمخطوطات الكتب إلى محرري طباعة أحرار لا يعملون بدوام كامل لدى مؤسسات.
في الصحف ووكالات الأنباء، يقوم محررو الطباعة بكتابة العناوين والعمل على الأمور الأكثر أهمية، مثل ضمان الدقة والمصداقية والذوق. وفي بعض المناصب، يقومون بتصميم الصفحات واختيار القصص الإخبارية من أجل تضمينها. وفي صحف المملكة المتحدة وأستراليا، يطلق عليهم مصطلح محررين فرعيين. ويمكن أن يختاروا تصميم المنشورات والتواصل مع المطابع - أي أنهم يكونون بمثابة محرري إنتاج. ويمكن أن يطلق على هؤلاء المحررين لقب محرري النسق أو التصميم أو (كما كان مشهورًا في الماضي) محرري الشكل.

## المحرر التنفيذي
يكون أكبر المحررين مسئولاً بصفة عامة عن محتويات المنشور. والاستثناء في ذلك يكمن في الصحف الضخمة، التي يوجد بها في الغالب محرر منفصل للمقالات الافتتاحية وصفحات الرأي من أجل فصل الأنباء الإخبارية عن المحتوى التحريري.
ويقوم أكبر المحررين بتحديد معايير الأداء التي يجب الوفاء بها في المنشور، كما يقوم بتحفيز وتطوير فريق العمل. كما يكون مسئولاً كذلك عن تطوير ميزانية المنشور والحفاظ عليها. وبالتوافق مع الناشر ولجنة التشغيل، يكون أكبر المحررين مسئولاً عن التخطيط الإستراتيجي والتشغيلي. وبالتالي، يكون، من الناحية الفعلية، رئيسًا للجريدة، ويكون له تأثير كبير على محتواها.

## الدوريات
يقوم المحررون في الصحف بالإشراف على الصحفيين وتحسين عملهم. ويشتمل تحرير الصحف على مجموعة متنوعة من الموضوعات والوظائف. ويشتمل هذا على ما يلي:
- رؤساء التحرير أو المحررون المشرفون، الذين يمكن أن يطلق عليهم اسم رئيس التحرير أو رئيس التحرير التنفيذي أو في بعض الأحيان المحرر فقط
- المحرر الإداري والمحررين المساعدين أو الإداريين النواب (غالبًا ما يكون المحرر الإداري تابعًا في رتبته لأكبر المحررين)
- محررو الأخبار، الذين يشرفون على مكاتب الأخبار
- محرر صفحة الآراء والتعليقات الذي يشرف على تغطية صفحة الآراء والتعليقات. غالبًا ما يترأس هذا المحرر مجلس التحرير ويقوم بتعيين من سيتولى كتابة المقالات الافتتاحية. كما يمكن أن يشرف محرر صفحة الآراء والتعليقات كذلك على صفحة رسائل إلى المحرر أو على صفحة مقالات الرأي. وبدلاً من ذلك، فإن هذه المهام يتم تعيينها إلى محررين منفصلين للرسائل أو مقالات الرأي.
- محررو الإدارات أو الأقسام ومساعديهم، مثل محرري الشركات والمقالات الخاصة والرياضة
- محررو الصور أو الصور الفوتوغرافية
- محررو الطباعة
- محررو القراء أو محررو الجماهير، في بعض الأحيان يطلق عليهم اسم أمناء المظالم، الذين يتلقون الشكاوى من القراء ويردون عليها
- محررو الأنباء، الذين يختارون ويحررون المقالات من عدة خدمات إخبارية، وغالبًا ما يمثلون جزءًا من مكتب النسخ

المصطلح محرر المدينة له معانٍ مختلفة: في أمريكا الشمالية وأمريكا الجنوبية، تشير إلى المحرر المسئول عن التغطية الإخبارية لمنطقة التوزيع المحلية للجريدة (يطلق عليه في بعض الأحيان كذلك اسم المحرر المحلي)، أما في المملكة المتحدة، فهو يشير إلى المحرر المسئول عن تغطية الأعمال التجارية في مدينة لندن وفي أماكن أخرى.[وصلة مكسورة] نسخة محفوظة 25 سبتمبر 2011 على موقع واي باك مشين.

## الكتب والصحف العلمية
في إطار بيئة النشر، هناك ثلاثة أنواع رئيسية لمحرري الكتب العلمية، كل نوع له مسئولياته الخاصة:
- محرر الاستحواذ (أو محرر التكليف في بريطانيا)، الذي يتعاقد مع المؤلف على إنتاج النسخة،
- محرر المشروع أو محرر الإنتاج، الذي يشرف على النسخة خلال مراحلها المختلفة، من مرحلة المخطوطة وحتى الكتاب النهائي، وغالبًا يتحمل أغلب مسئوليات الميزانية والجدول الزمني،
- محرر الطباعة «النسخة» أو محرر المخطوطة، الذي يقوم بتجهيز النسخة من أجل تحويلها إلى صيغة مطبوعة.

وفي حالة المجلدات المحررة للمؤلفين المتعددين، فإنه قبل أن يتم تسليم المخطوطة إلى الناشر، يجب أن تخضع لتحرير موضوعي ولغوي على يد محرر المجلدات الذي يعمل بشكل مستقل عن الناشر.
فيما يتعلق بالدوريات العلمية، عندما يشيع تقديم المواد الفورية بشكل أكبر من الأعمال التي يتم تفويضها للآخرين، فإن منصب محرر الجريدة أو رئيس التحرير يحل محل محرر الاستحواذ في بيئة نشر الكتب، في حين تبقى أدوار محرر الإنتاج ومحرر الطباعة. ومع ذلك، يتم في بعض الأحوال إشراك محرر آخر في عملية إنشاء مقالات البحث العلمي. هذا المحرر، الذي يطلق عليه اسم محرر المؤلف، يعمل مع المحررين للحصول على مخطط يناسب الغرض قبل أن يتم تقديمه إلى دورية علمية من أجل نشره.
والفارق الرئيسي بين الكتب العلمية التي تنتج عن تحرير الطباعة «النسخ» والدوريات وغيرها من أشكال تحرير الطباعة يكمن في تطبيق معايير الناشر على النسخة. وأغلب الناشرين العلميين يكون لهم نمط مفضل غالبًا ما يحدد اختيار قاموس ودليل أسلوبي، على سبيل المثال، دليل أسلوب شيكاغو أو دليل أسلوب إم إل إيه (دليل أسلوب رابطة اللغة المعاصرة) أو دليل نشر منظمة علماء النفس الأمريكية في الولايات المتحدة أو قواعد هارت الجديدة في المملكة المتحدة. وتعتمد قواعد هارت الجديدة على «قواعد هارت للمؤلفين والقراء» التي تم نشرها من خلال مطابع جامعة أوكسفورد في عام 1893. ونظرًا لأن العلماء دائمًا ما يكون لديهم تفضيلات قوية، فإنه غالبًا ما يتبنى الناشر أنماطًا مختلفة في المجالات المختلفة. على سبيل المثال، يفضل علماء النفس دليل نمط منظمة علماء النفس الأمريكية، في حين أن اللغويين قد يفضلون دليل أسلوب إم إل إيه. وتوفر هذه الإرشادات النصائح السليمة المتعلقة بإتمام وتصحيح المصادر المذكورة وجعل شكل العرض يبدو علميًا.

## التحرير الفني
يشتمل التحرير الفني على مراجعة النص المكتوب حول موضوع فني، وتحديد أخطاء الاستخدام وضمان الالتزام بالدليل الأسلوبي.
ويمكن أن يشتمل التحرير الفني على تصحيح الأخطاء اللغوية وأخطاء الهجاء وأخطاء الكتابة وأخطاء الترقيم وعدم الاتساق فيما يتعلق بالاستخدام وبناء الجمل والمصطلحات العلمية الخاطئة وأخطاء الوحدات والأبعاد وعدم الاتساق في الأرقام الكبيرة والتناقض الفني وإزالة الالتباس الفني والعبارات المتعارضة مع المعرفة العلمية العامة وتصحيح الخلاصات والمحتويات والفهارس والعناوين والعناوين الفرعية وتصحيح البيانات وعروض المخططات في الأبحاث أو التقارير وتصحيح الأخطاء في الاقتباسات.
وفي الشركات الضخمة، يتم تخصيص الكتاب ذوي الخبرة لوظيفة التحرير الفني. في المؤسسات التي لا يمكن أن تتحمل تخصيص المحررين، غالبًا ما يقوم الكتاب الخبراء بتحرير نصوص نظرائهم التي يتم إنتاجها على يد زملائهم الأقل خبرة.
ومن الأمور المفيدة أن يكون المحرر الفني على دراية بالموضوع الذي يتم تحريره. وتمنح المعرفة «الفنية» التي يحصل عليها المحرر مع مرور الوقت أثناء العمل على منتجات أو تقنيات معينة ميزة إضافية عن الكاتب الذي بدأ للتو في تحرير المحتويات المتعلقة بهذا المنتج أو تلك التقنية. إلا أن المهارات العامة الضرورية تتمثل في الاهتمام بالتفاصيل والقدرة على الاستمرار في التركيز أثناء العمل على قطع نصية طويلة في موضوعات معقدة واللباقة في التعامل مع الكتاب بالإضافة إلى مهارات التواصل المتميزة.

## خدمات التحرير
يعد التحرير مجالاً متناميًا للعمل في صناعة الخدمات. ويمكن أن يتم توفير خدمات التحرير من خلال شركات التحرير المتخصصة أو من خلال المحررين بالقطعة (الأحرار).
ويمكن أن تقوم شركات التحرير بتعيين فريق عمل من المحررين في مكاتبها، والاعتماد على شبكة من الأفراد المتعاقد معهم، أو يمكنها الاعتماد على كلا النوعين. ومثل هذه الشركات لديها القدرة على تحرير مجموعة كبيرة من الموضوعات والأنواع، اعتمادًا على مهارات المحررين الأفراد. ويمكن أن تكون الخدمات التي يتم توفيرها من خلال هؤلاء المحررين متنوعة، ويمكن أن تشتمل على تصحيح الأخطاء وتحرير النسخ وتحرير الأسطر والتحرير التطويري والتحرير من أجل التحسين الأمثل لمحركات البحث (SEO) وما إلى ذلك.
ويعمل المحررون الأحرار الذين لا يعملون بدوام كامل بشكل مباشر مع العملاء (على سبيل المثال، المحررون والناشرون) أو يوفرون خدماتهم عبر شركات التحرير، أو كلا الأمرين معًا. ويمكن أن يتخصصوا في نوع معين من التحرير (على سبيل المثال، تحرير النسخ) وفي موضوع معين. ويطلق على أولئك الذين يعملون بشكل مباشر مع المؤلفين ويقومون بتطوير علاقات احترافية معهم اسم محرري المؤلفين.

## كتابات أخرى
- Stephen, Leslie (1898). "The Evolution of Editors". Studies of a Biographer (بالإنجليزية). London: Duckworth and Co. Vol. 1. pp. 37–73. Archived from the original on 2019-07-01.

## وصلات خارجية
- American Copy Editors Society
- Blake Morrison "Black day for the blue pencil" The Guardian, 6 August 2005
- Editorial Freelancers Association (USA)
- Society for Editors and Proofreaders (UK)
- Technical Editing special interest group (SIG) نسخة محفوظة 10 مايو 2015 على موقع واي باك مشين. of the Society for Technical Communication (STC)
- Writer Beware of Independent Editors and Manuscript Assessment Services Science Fiction and Fantasy Writers of America, 22 July 2010